# Сан-Понсо
Сан-Понсо (итал. San Ponso) — коммуна в Италии, располагается в регионе Пьемонт, в провинции Турин.
Население составляет 265 человек (2008 г.), плотность населения составляет 133 чел./км². Занимает площадь 2 км². Почтовый индекс — 10080. Телефонный код — 0124.
Покровителем коммуны почитается святой Иларий, празднование в первое воскресение сентября.

## Демография
Динамика населения:

## Администрация коммуны
- Официальный сайт: http://www.comune.sanponso.to.it